# Ghubara
Ghubara — метеорит-хондрит масою 145000 грам. Знайдений в 1954 р.